# セスーラス

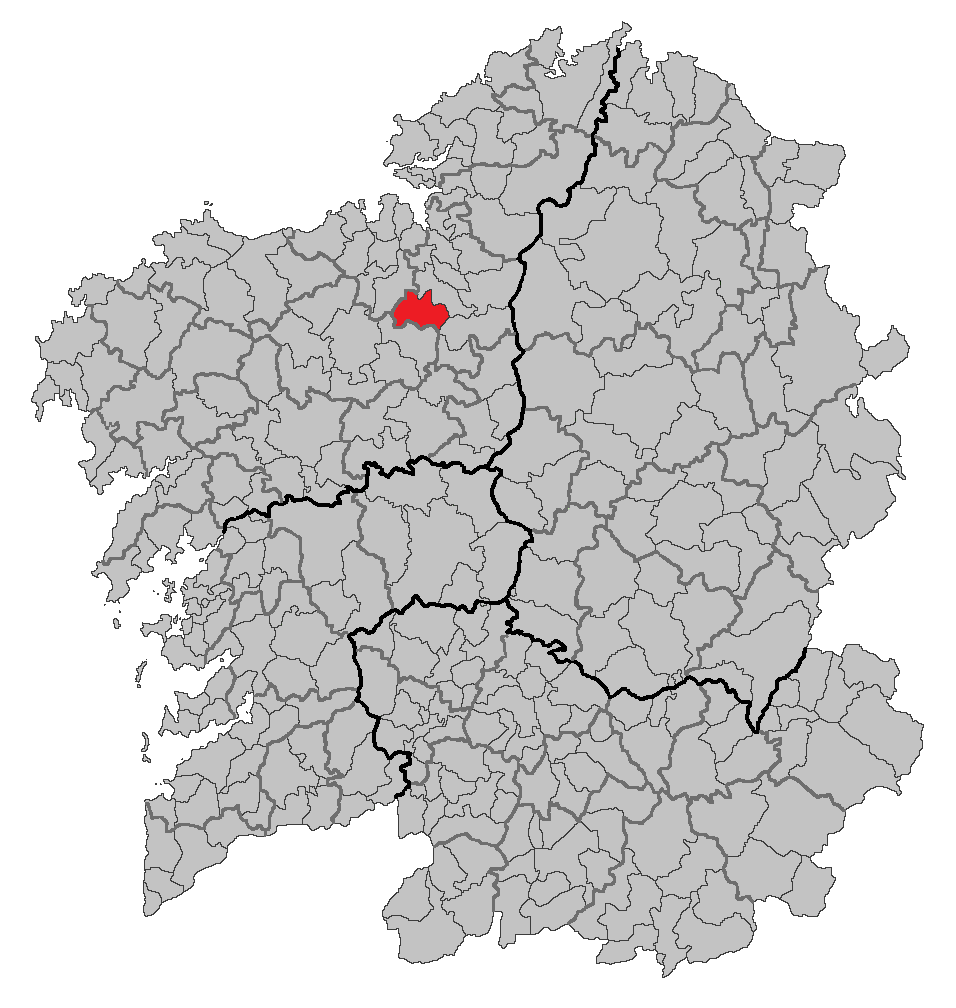

セスーラス（Cesuras）は、スペイン、ガリシア州、ア・コルーニャ県の自治体、コマルカ・デ・ベタンソスに属する。ガリシア統計局によると、2011年の人口は2,225人（2009年：2,219人、2007年：2,323人、2006年：2,391人、2005年：2,427人、2004年：2,463人、2003年：2,509人）である。住民呼称はcesurán/-rá。
ガリシア語話者の自治体住民に占める割合は97.60%（2001年）。

## 地理
セスーラスはア・コルーニャ県の東部に位置し、コマルカ・デ・ベタンソスに属する。北から西がアベゴンドと、北から東がオサ・ドス・リオスと、東がクルティスと、南がメシーアの各自治体と隣接している。
セスーラスはベタンソス司法管轄区に属す。

### 川
- メロ川
- メンド川
- コルベイロ川
- フォルネーロス川

### 人口
住民は13の教区の200の地区（集落）に居住する。
| セスーラスの人口推移 1900－2010                         |
|                                                         |
| 出典:INE（スペイン国立統計局）1900年 - 1991年、1996年 - |

## 政治
自治体首長はガリシア国民党（PPdeG）のフリアン・ルーカス・ラミーレス（Julián Lucas Ramírez）、自治体評議員はガリシア国民党：7、ガリシア民族主義ブロック（BNG）：3、ガリシア社会党（PSdeG-PSOE）：1となっている（2011年5月22日の自治体選挙結果、得票順）。
| 1999年6月13日自治体選挙 |        |        |          |
| 政党                    | 得票数 | 得票率 | 獲得議席 |
| PPdeG                   | 1,236  | 63.88% | 7        |
| PSdeG-PSOE              | 493    | 25.48% | 3        |
| BNG                     | 193    | 9.97%  | 1        |

| 2003年5月25日自治体選挙 |        |        |          |
| 政党                    | 得票数 | 得票率 | 獲得議席 |
| PPdeG                   | 1,101  | 59.67% | 7        |
| PSdeG-PSOE              | 514    | 27.86% | 3        |
| BNG                     | 217    | 11.76% | 1        |

| 2007年5月27日自治体選挙 |        |        |          |
| 政党                    | 得票数 | 得票率 | 獲得議席 |
| PPdeG                   | 1,069  | 62.15% | 7        |
| BNG                     | 470    | 27.33% | 3        |
| PSdeG-PSOE              | 174    | 10.12% | 1        |

| 2011年5月22日自治体選挙 |        |        |          |
| 政党                    | 得票数 | 得票率 | 獲得議席 |
| PPdeG                   | 917    | 55.68% | 7        |
| BNG                     | 524    | 31.82% | 3        |
| PSdeG-PSOE              | 191    | 11.60% | 1        |

## 教区
セスーラスは13の教区に分けられている。
- ボリファンス（サン・ペドロ）
- ブラガーデ（サン・マメーデ）
- カレス（サン・ビセンソ）
- クティアン（サンタ・マリーア）
- ドルダーニョ（サンタ・マリーア）
- フィゲレード（サンタ・マリーア）
- フィルゲイラ・デ・バランカ（サン・ペドロ）
- フィルゲイラ・デ・トラーバ（サン・ミゲル）
- ロウレーダ（サント・エステーボ）
- マンダイオ（サン・シアーオ）
- パデルネ（サンティアーゴ）
- プロバーオス（サンタイア）
- トラサンケーロス（サン・サルバドール）